# Kutosari (Doro)
Kutosari is een bestuurslaag in het regentschap Pekalongan van de provincie Midden-Java, Indonesië. Kutosari telt 2417 inwoners (volkstelling 2010).